# Grobowiec Urny

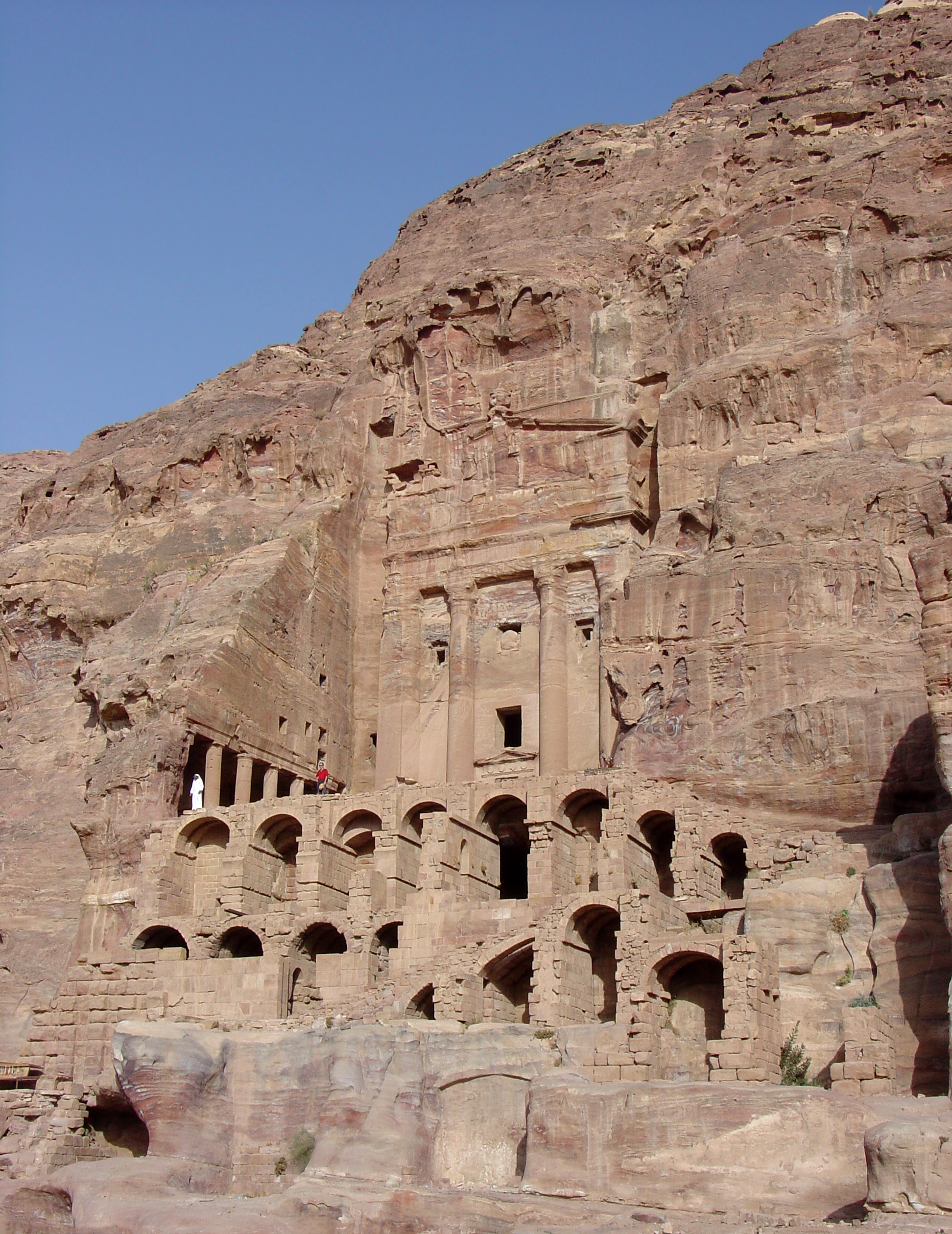
Grobowiec Urny

Grobowiec Urny – starożytny grobowiec znajdujący się w jordańskiej Petrze.
Wysoką na ponad 26 metrów monumentalną fasadę frontową grobowca poprzedza wykuty w skale dziedziniec otoczony z obydwu stron portykami z kolumnami w porządku doryckim. Fasada wspiera się na czterech kolumnach zwieńczonych nabatejskimi kapitelami, z których dwie zewnętrzne łączą się z narożnymi pilastrami. Ponad kapitelami widoczne są mocno zniszczone wizerunki czterech bóstw. Podtrzymywane przez kolumny bogato rozbudowane belkowanie składa się z czterech niewielkich pilastrów zakończonych nabatejskimi kapitelami, powyżej których znajduje się trójkątny przyczółek zwieńczony kamienną urną, od której pochodzi nazwa grobowca. Pomiędzy kolumnami fasady znajdują się trzy nisze, stanowiące dawniej miejsce pochówku. W środkowej z nisz zachowała się mocno zniszczona stela z portretem zmarłego, przypuszczalnie Aretasa IV lub Malichusa II. Do wnętrza budowli prowadzą trzy wejścia, z których środkowe udekorowane zostało pilastrami z płaskimi kapitelami, fryzem tryglifowo-metopowym i trójkątnym przyczółkiem.
Wewnętrzna sala grobowca oryginalnie pełniła przypuszczalnie funkcję triclinium. W roku 446/447 roku grobowiec z polecenia biskupa Jazona został zaadaptowany na kościół chrześcijański, co upamiętnia wyryta na jednej ze ścian inskrypcja. Jego wnętrze zostało wówczas przebudowane w celu dostosowania do wymogów liturgii chrześcijańskiej. Poniżej grobowca znajdują się dwa rzędy komór podziemnych ze sklepieniami łukowymi, nazywane przez miejscowych Beduinów As-Sidżn (więzieniem), co może nawiązywać do ich funkcji w czasach bizantyjskich.